# Mary Cartwright
Mary Cartwright   (Aynho, 17 de desembre de 1900 - Cambridge, 3 d'abril de 1998) va ser una matemàtica anglesa i la primera dona en presidir la London Mathematical Society.
Juntament amb J. E. Littlewood va ser una de les primeres matemàtiques que va estudiar el que més tard seria conegut com la teoria del caos.

## Primers anys
Cartwright va néixer a Aynho, Northamptonshire, on el seu pare, William Digby Cartwright, era vicari. A través de la seva àvia, Jane Holbech, Mary era descendent del matemàtic Jean Théophile Désaguliers, del poeta John Donne i de William Mompesson, vicari d'Eyam. Va tenir quatre germans, dos més grans i dos més joves que ella: John (nascut 1896), Nigel (nascut 1898), Jane (nascut 1905), i William (nascut 1907).
Va començar la seva educació a l'Institut de Leamington (1912–1915). Més tard, es traslladà a l'Escola Gravely Manor, a Boscombe (1915–1916) i, finalment, va acabar els seus estudis a l'Escola Godolphin, a Salisbury (1916–1919).
Va cursar matemàtiques al St. Hugh College de la universitat d'Oxford, on es va graduar l'any 1923 amb la qualificació més alta (first class degree), convertint-se, així, en la primera dona en obtenir-la. Va ser professora a l'Escola Alice Ottley, a Worcester, i a l'Escola Wycombe Abbey, a Buckinghamshire, abans de tornar a Oxford, l'any 1928, per defensar la seva tesi doctoral, supervisada per G. H. Hardy.
Durant l'any acadèmic 1928-29, Hardy es va traslladar a la Universitat de Princeton, de manera que la tasca de supervisor recaigué en Edward Titchmarsh. La tesi de Cartwright sobre els zeros en funcions enteres va ser examinada per J. E. Littlewood. En aquell moment s'acabaven de conèixer, però més endavant s'establiria una col·laboració de llarga duració.
L'any 1930, Cartwright va ser premiada amb la Yarrow Research Fellowship i se'n va anar a Girton College, Cambridge, per continuar treballant en el tema de la seva tesi doctoral. Mentre atenia les classes de Littlewood, va resoldre un dels problemes encara sense resoldre que ell havia plantejat. El seu teorema matemàtic, conegut com el Teorema de Cartwright, dona una estimació de la màxima d'un mòdul d'una funció analítica que pren el mateix valor no més de p vegades en la unitat de disc. Per demostrar el teorema, va aplicar una nova aproximació, a partir d'una tècnica introduïda per Lars Ahlfors sobre geometria conforme.

## Carrera
El 1936, Cartwright va esdevenir directora d'estudis matemàtics de Girton College, i el 1938 va començar a treballar en un nou projecte que va tenir un gran impacte en la direcció de la seva recerca. El Department of Scientific and Industrial Research del Regne Unit, a les vísperes de la Segona Guerra Mundial, va enviar un memoràndum a la London Mathematical Society demanant ajuda en trobar un matemàtic que pogués treballar en temes complexos de radiodetecció, el que aviat seria conegut com a radar. Cartwright es va interessar, però la dinàmica dels problemes li era poc familiar, de manera que va anar a buscar Littlewood perquè li ajudés en aquest aspecte. Molt aviat van començar una col·laboració que va donar lloc a importants resultats, que han influenciat enormement la direcció que han pres les modernes teories de dinàmica de sistemes.
El 1945 va simplificar la demostració de la irracionalitat de π de Charles Hermite. La seva versió va ser publicada en un apèndix del llibre Scientific Inference de Sir Harold Jeffreys. El 1947 va ser escollida per ser Membre de la Royal Society i, tot i no ser la primera dona membre d'aquesta societat, sí que va ser la primera dona matemàtica.
Cartwright va ser anomenada Mistress of Girton el 1948, a més a més, Reader de la Teoria de les Funcions de Cambridge el 1959, càrrec que va mantenir fins al 1968. Del 1957 fins al 1960 va ser presidenta de la Cambridge Association of University Women.
Després de retirar-se de Girton, va ser professora convidada a la Universitat de Brown del 1968 al 1969 i a la Claremont Graduate University del 1969 al 1970.

## Mort
Va morir al Midfield Lodge Nursing Home, a Cambridge, l'any 1998, als 97 anys.

## Reconeixement
Cartwright va ser la primera dona:
- En rebre la Medalla Sylvester
- En servir al Consell de la Royal Society[16]
- En ser Presidenta de la London Mathematical Society (al 1961-63)

També va rebre la Medalla De Morgan de la Royal Society el 1968. Aquell mateix any va ser escollida Honorary Fellow of The Royal Society of Edinburgh (HonFRSE). El 1969 fou nomenada Dama Comandant de l'Ordre de l'Imperi Britànic per la reina Isabel II del Regne Unit, esdevenint així Dame Mary Cartwright.

## Publicacions
- 1945: (with J. E. Littlewood) "On Non-linear Differential Equations of the Second Order", Journal of the London Mathematical Society 20: 180 doi:10.1112/jlms/s1-20.3.180
- 1956: Integral Functions, Cambridge Tracts in Mathematics and Mathematical Physics #44
- 1964: "From non-linear oscillations to topological dynamics," Journal of the London Mathematical Society 39: 1931[18]